# Cynwyl Gaeo

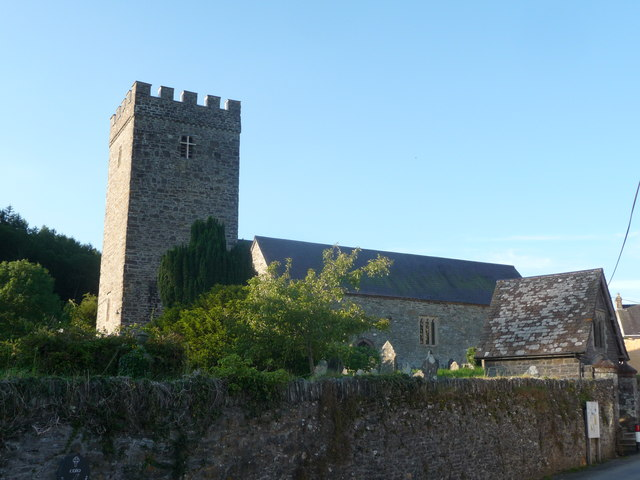
A Igreja de St Cynwyl's.

Cynwyl Gaeo é uma comunidade e paróquia localizada na zona rural de Carmarthenshire, Gales. A população do local no censo realizado em 2011 no Reino Unido apontou um total de 940 pessoas, incluindo as vilas de Caeo (ou Caio), Crug-y-bar, Cwrtycadno, Ffarmers e Pumsaint.
Historicamente foi parte do commote de Caeo, que por sua vez fazia parte de Y Cantref Mawr, uma divisão de Ystrad Tywi.
A igreja paroquial de St Cynwyl's na vila de Caeo é um edifício de Grade II listado.

## Governo
Há um distrito eleitoral com o nome homônimo da comunidade, estendendo-se até o sul de Llansawel. A população total do distrito no Censo de 2011 era de 1.613.